# فريتز هارتجينستين
فريتز هارتجينستين (3 يوليو 1905 - 20 أكتوبر 1954) كان موظفًا ألمانيًا في قوات الأمن الخاصة خلال الحقبة النازية. عضو في توتنكوبف-إس إس، خدم في معسكرات الاعتقال النازية المختلفة مثل أوشفيتز وساشسينهاوزن. بعد الحرب العالمية الثانية، حوكم هارتجينستين وأدين بارتكاب جرائم قتل وجرائم ضد الإنسانية.

## ضابط معسكر

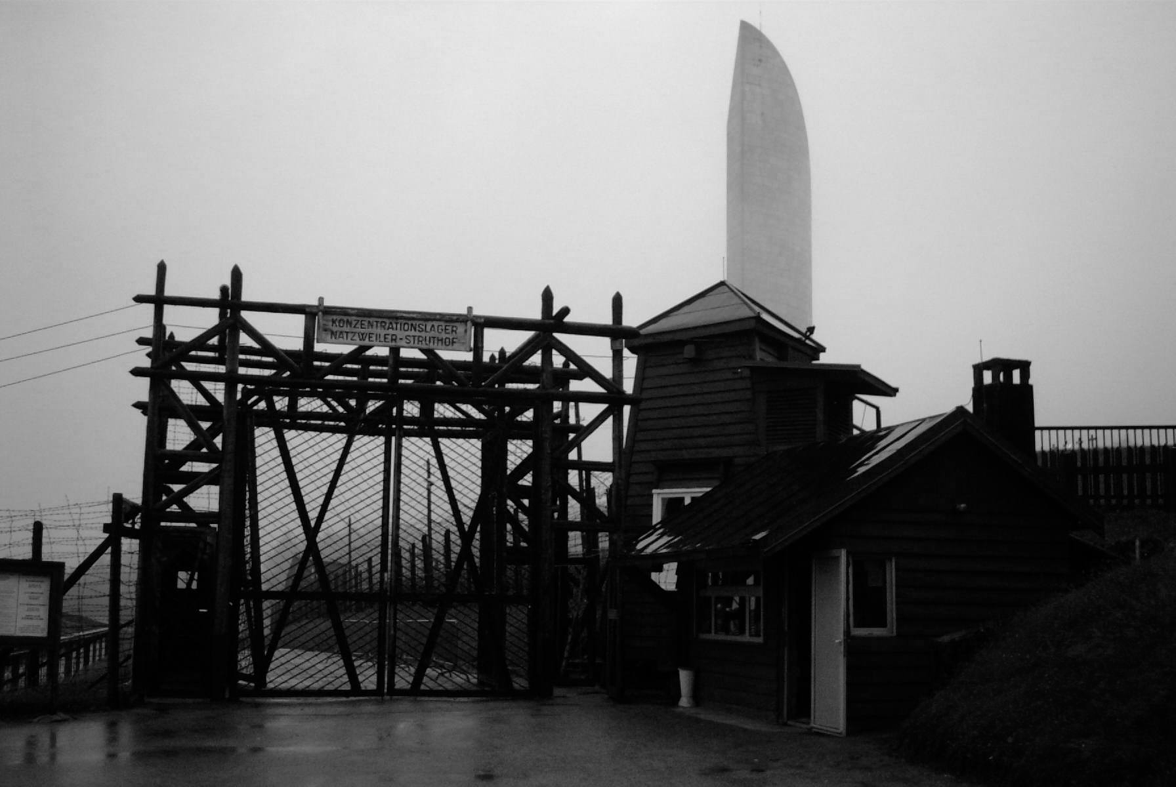
مدخل ناتزويلر-ستروتهوف

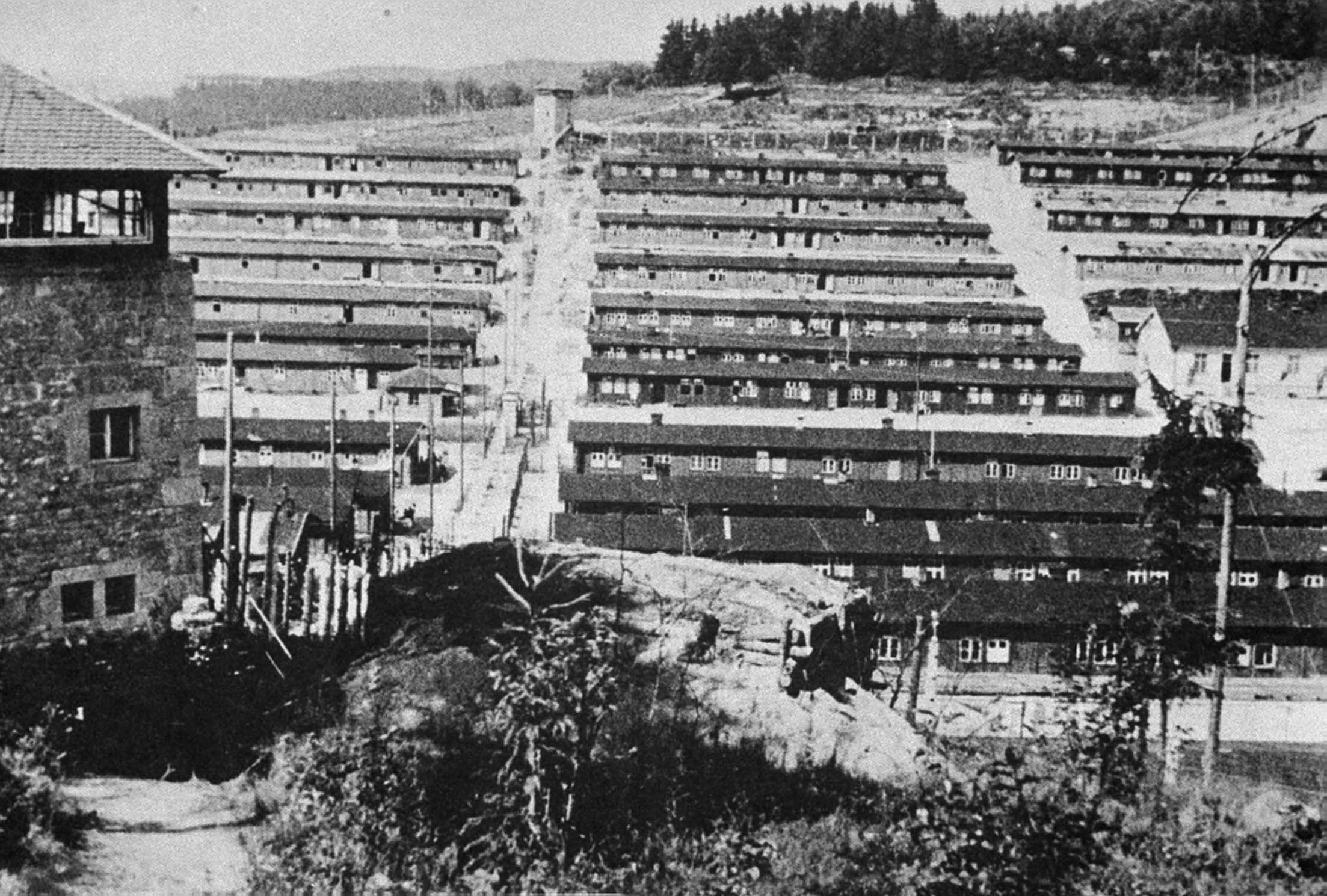
معسكر اعتقال فلوسنبرج بعد تحريره من قبل فرقة المشاة 90 التابعة للجيش الأمريكي في أبريل 1945.

بدأ هارتجينستين، الذي ولد في باينه، عمله في شوتزشتافل في ساكسنهاوزن في عام 1938. في العام التالي تم نقله إلى Niederhagen. في عام 1941، عمل هارتجينستين لمدة عام مع فرقة بانزر إس إس توتنكوبف الثالثة، وهي فرقة قتالية لفافن إس إس.
في عام 1942، تم تعيينه قائدًا لقيادة بيركيناو. كان هذا هو المعسكر الرئيسي في أوشفيتز، والذي احتوى على مرافق الإبادة ومحارق الجثث. في عام 1944، تم تعيين هارتجينشتاين قائدًا لمعسكر اعتقال ناتزويلر في فرنسا. في عام 1945 ذهب للعمل في محتشد اعتقال فلوسنبرج.

## محاكمات ما بعد الحرب
ثم تم تسليم هارتجينشتاين إلى فرنسا حيث حوكم على جرائمه في ناتزويلر وحكم عليه بالإعدام. توفي بنوبة قلبية أثناء انتظار الإعدام في 20 أكتوبر 1954 ، البالغ من العمر 49 عامًا، في باريس .